# Joseph Kruskal
Joseph Bernard Kruskal (* 29. Januar 1928 in New York City; † 19. September 2010 in Princeton (New Jersey)) war ein US-amerikanischer Mathematiker und Statistiker.

## Leben
Er hat an der Universität von Chicago und der Princeton-Universität studiert, wo er 1954 mit der Dissertation Theory of Well-Quasi-Ordering unter Roger Lyndon und Paul Erdős promoviert wurde.
Nachdem er an der Princeton University und der University of Wisconsin unterrichtet hatte, wurde er 1958 zum Assistenzprofessor an der University of Michigan ernannt. Im darauf folgenden Jahr wechselte er zu den Bell Telephone Laboratories. Er war weiterhin Gastprofessor in Yale, Columbia und Rutgers.
Von ihm stammt der Kruskal-Algorithmus zur Berechnung minimaler aufspannender Bäume in der Graphentheorie.
1960 bewies er einen nach ihm benannten Satz über die Ordnungseigenschaften einer unendlichen Folge endlicher Bäume. Der Satz besagt, dass in einer unendlichen Menge endlicher Bäume ein Baum existiert, der Teil eines anderen Baums der Menge ist. 1981 zeigte Harvey Friedman, dass eine Variante des Satzes in der Peano-Arithmetik unentscheidbar ist. Friedman musste, um den Satz in der Peano-Arithmetik formulieren zu können, eine endliche Version von Kruskals Satz formulieren, allerdings mit einer sehr schnell wachsenden endlichen Menge.
1982 wurde er Fellow der American Association for the Advancement of Science.
Seine Brüder Martin Kruskal und William Kruskal waren ebenfalls Mathematiker.